# Chilperich I.
Chilperich I. (asi 537?–584) byl franský král z dynastie Merovejců. Jeho otec byl Chlothar I. a matka Aregunda. Chilperich I. vynikl jako schopný vojevůdce a organizátor, zároveň posiloval daňový systém státu. Kronikář Řehoř z Tours ho nazval Neronem naší doby. Chilperich byl známý velikášskými literárními pokusy zejména rozšiřováním latinské abecedy. Rád pořádal gladiátorské hry v zachovaném cirku.

## Chilperichova vláda
Chilperich po sporech s bratry, kteří byli syny jiné z otcových manželek, Ingundy, obdržel v roce 561 království Soissons. Po smrti bratra Chariberta I. v roce 567 a rozdělení jeho panství získal ještě území mezi Paříží a pobřežím a ovládl také Akvitánii.
Po zapuzení své první ženy Audovery, s níž měl tři syny, se oženil s Galswinthou, sestrou své švagrové Brunhildy, které slíbil, že opustí své další četné ženy, zejména Fredegundu. Slib však nesplnil, naopak svou novou ženu dal zavraždit a oženil se s Fredegundou.
Často bojoval proti dalšímu bratru Sigibertovi, který byl ženatý s dcerou vizigótského krále Brunhildou. Ta se toužila Chilperichovi pomstít za vraždu své sestry. Po mnoha vzájemných bojích Sigibert I. vytlačil Chilpericha na západ, ale Fredegunda dala Sigiberta zavraždit. Chilperich byl nakonec také zavražděn roku 584 neznámým vrahem pouhé čtyři měsíce po narození syna Chlothara II.